# Джуба
Вижте пояснителната страница за други значения на Джуба.
Джуба (на английски: Juba; на арабски: جوبا‎) е столица на Република Южен Судан и административен център на провинция Централна Екватория.

## История
През 19 век в околностите на Джуба възникват търговски пост и мисия под името Гондокоро. Първоначалните намерения на Великобритания да присъедини Южен Судан към своята колония Уганда претърпяват крах след като през 1947 в Джуба е подписано споразумение за обединението на Северен и Южен Судан в една държава. През 1955 година Джуба е център на сблъсъци, които дават началото на Първата суданска гражданска война, която е прекратена през 1972. По време на Втората суданска гражданска война град Джуба отново е в центъра на военните сблъсъци. След края на втората война Южен Судан получава пълна автономия и Джуба е избрана за столица на региона. На 9 юли 2011 г. Южен Судан е провъзгласен за независима държава и Джуба става негова столица.

## Население
През 2008 година населението на града наброява 250 000 жители.
| Година               | Население |
| -------------------- | --------- |
| 1973                 | 56 737    |
| 1983                 | 83 787    |
| 1993                 | 114 980   |
| 2005 (приблизително) | 163 442   |
| 2008 (приблизително) | 250 000   |

## Инфраструктура
Градът е важно пристанище на река Бели Нил и най-южна крайна точка на пътищата, водещи във вътрешността на Судан. Допреди гражданските войни Джуба е важен транспортен възел, който е бил съединен с пътната мрежа на съседните Кения, Уганда и Демократична република Конго. Днес пътищата са в много лошо състояние. В града има летище и база на ООН.